# Sleep Through the Static
Sleep Through the Static é o quarto álbum de estúdio do músico e compositor norte-americano Jack Johnson, lançado nos EUA em 5 de fevereiro de 2008. O lançamento foi anunciado no website oficial de Johnson. O álbum foi gravado no Solar Powered Plastic Plant em Los Angeles, sendo esta a primeira vez que Johnson grava um CD fora do Havaí. O álbum foi produzido por JP Plunier.
O álbum foi tocado ao vivo pela primeira vez na Radio BBC em dezembro na presença de alguns fãs. Apesar de não ter animado os críticos, as vendas internacionais mostraram que os fãs de Jack Johnson não se decepcionaram.
O primeiro single, "If I Had Eyes", foi liberado no MySpace de Jack em 17 de dezembro de 2007. O segundo single do álbum foi a canção "Hope" e foi lançado em setembro, chegadno a posição #30 nas paradas da Billboard Modern Rock Tracks.
O álbum estreou em n° 1 em vendas nos EUA de acordo com a Billboard 200, vendendo 375 mil cópias em sua primeira semana, incluído 139 mil downloads digitais. Este foi um recorde de downloads digitais feitos na semana de estréia de um disco. O álbum também estreou no topo das vendas mundialmente vendendo 577 mil cópias rapidamente. O álbum detém o recorde no iTunes por maias downloads digitais em um único dia, até o lançamento do álbum do Coldplay intitulado Viva la Vida or Death and All His Friends.
Sleep Through the Static permaneceu como n° 1 na Billboard 200 na semana seguinte ao seu lançamento, vendendo mais de 180 mil cópias, e continuou no topo na outra semana ao vender mais 105 mil cópias. O álbum perdeu a primeira posição na semana quatro, indo para terceiro lugar vendendo 92 mil cópias naquela semana. O álbum foi nomado como n° 45 pela revista Q na lista 50 Best Albums of the Year 2008 (os 50 melhores álbuns de 2008).

## Faixas
Todas as faixas escritas e compostas por Jack Johnson, com algumas exceções. 
| CD  |                                           |         |  |
| N.º | Título                                    | Duração |  |
| 1.  | "All at Once"                             | 3:38    |  |
| 2.  | "Sleep Through the Static"                | 3:43    |  |
| 3.  | "Hope" (Jack Johnson, Zach Rogue)         | 3:43    |  |
| 4.  | "Angel"                                   | 2:02    |  |
| 5.  | "Enemy"                                   | 3:48    |  |
| 6.  | "If I Had Eyes"                           | 3:59    |  |
| 7.  | "Same Girl"                               | 2:10    |  |
| 8.  | "What You Thought You Need"               | 5:27    |  |
| 9.  | "Adrift"                                  | 3:56    |  |
| 10. | "Go on"                                   | 4:35    |  |
| 11. | "They Do, They Don't"                     | 4:10    |  |
| 12. | "While We Wait"                           | 1:26    |  |
| 13. | "Monsoon" (Jack Johnson, Merlo Podlewski) | 4:17    |  |
| 14. | "Losing Keys"                             | 4:28    |  |

## Posições nas paradas
| Críticas profissionais | Críticas profissionais |
| Avaliações da crítica  | Avaliações da crítica  |
| Fonte                  | Avaliação              |
| ---------------------- | ---------------------- |
| Allmusic               | [ 6 ]                  |
| Billboard              | (positivo)             |
| Blender                | [ 8 ]                  |
| The Boston Globe       | (médio)                |
| Entertainment Weekly   | (B+)                   |
| Rolling Stone          | [ 11 ]                 |
| The Guardian           | [ 12 ]                 |
| The Observer           | [ 13 ]                 |
| Slant Magazine         | [ 14 ]                 |
| Yahoo! Music UK        | [ 15 ]                 |

| Paradas (2012)                    | Melhor posição |
| --------------------------------- | -------------- |
| Alemanha (Media Control Charts)   | 2              |
| Austrália (ARIA Charts)           | 1              |
| Áustria (Ö3 Austria Top 40)       | 3              |
| Bélgica Flanders (Ultratop 50)    | 8              |
| Bélgica Valônia (Ultratop 40)     | 34             |
| Canadá (Canadian Albums Chart)    | 1              |
| Dinamarca (Hitlisten)             | 5              |
| Espanha (PROMUSICAE)              | 14             |
| França (SNEP)                     | 6              |
| Grécia (IFPI)                     | 9              |
| Irlanda (Irish Albums Chart)      | 1              |
| Nova Zelândia (Recorded Music NZ) | 1              |
| Noruega (VG-lista)                | 17             |
| Países Baixos (MegaCharts)        | 4              |
| Portugal (AFP)                    | 3              |
| Suécia (Sverigetopplistan)        | 13             |
| Suíça (Schweizer Hitparade)       | 2              |
| Reino Unido (UK Albums Chart)     | 1              |
| Estados Unidos (Billboard 200)    | 1              |

## Certificações
| País           | Órgão emissor | Certificação | Vendas     |
| -------------- | ------------- | ------------ | ---------- |
| Austrália      | ARIA          | Platina      | 70 000+    |
| Alemanha       | BVMI          | Ouro         | 100 000+   |
| Reino Unido    | BPI           | Ouro         | 100 000    |
| Estados Unidos | RIAA          | Platina      | 1 000 000+ |
| Japão          | Oricon        | Ouro         | 100 000    |